# Enfrentamientos entre Etiopía y Sudán de 2020-2022
Los enfrentamientos entre 2020 y 2021 entre Sudán y Etiopía comenzaron en el área de Abu Tyour a lo largo de la controvertida frontera entre Etiopía y Sudán el 15 de diciembre de 2020 entre las Fuerzas Armadas Sudanesas y la Fuerza de Defensa Nacional de Etiopía. El 11 de enero de 2021, Etiopía acusó a las fuerzas sudanesas de irrumpir en una zona fronteriza en disputa que ha sido objeto de enfrentamientos letales en las últimas semanas. Sudán respondió condenando lo que llamó agresión etíope.

## Antecedentes
En 1902, el Sudán gobernado por los británicos y el Imperio etíope firmaron un tratado para demarcar adecuadamente la frontera, pero fracasó ya que algunas áreas a lo largo de la frontera quedaron sin resolver. Tanto en el tratado de 1902 como en un tratado posterior de 1907, la frontera internacional corre hacia el este, lo que significa que la tierra de al-Fashaga es sudanesa, pero los etíopes ya se habían asentado en el área y ya habían estado cultivando allí junto con el pago de impuestos al gobierno etíope.
Después de la guerra entre Eritrea y Etiopía, Etiopía y Sudán iniciaron conversaciones latentes durante mucho tiempo para establecer la ubicación exacta de su frontera de 744 kilómetros de largo (462 millas). La zona más difícil de acordar fue la región de al-Fashaga. En 2008, llegaron a un compromiso. Etiopía aceptó que la región de al-Fashaga fuera parte de Sudán, pero a los etíopes se les permitiría seguir viviendo allí sin ser molestados.
Una vez que el Frente de Liberación Popular de Tigray (TPLF) fue destituido del poder en 2018, los líderes éticos de Amhara  condenaron el acuerdo como una negociación secreta y dijeron que no se les había consultado adecuadamente cuando se hizo el acuerdo.

## Enfrentamientos
El 15 de diciembre, milicias etíopes presuntamente respaldadas por el gobierno etíope tendieron una emboscada a varios oficiales militares sudaneses y mataron a 4 de ellos. Más tarde ese mismo día, el primer ministro sudanés Abdalla Hamdok, dijo que estaba preparado para "repeler" la agresión militar. Ya lidiando con una guerra en el norte de Etiopía, el primer ministro de Etiopía, Abiy Ahmed, trató de calmar la situación diciendo: "Estos incidentes no romperán el vínculo entre nuestros dos países, ya que siempre utilizamos el diálogo para resolver problemas".
Las tensiones aumentaron cuando Sudán comenzó a movilizar soldados hacia la frontera en disputa y, para el día de Año Nuevo, afirmó haber recuperado todas las aldeas de la región. En respuesta, el jefe militar etíope, general Birhanu Jula, dijo: "Nuestras fuerzas armadas están comprometidas en otros lugares, se aprovecharon de eso. Esto debería haberse resuelto de manera amistosa. Sudán debe elegir el diálogo, ya que hay terceros actores que quieren ver a nuestros países divididos". " (Cuando dice actores externos, se refiere a Egipto).
El 28 de diciembre, Sudán afirmó haber capturado las aldeas de Asmaro, Lebbaki, Pasha, Lamlam, Melkamo, Males, Ashkar, Arqa, Umm Pasha Teddy. En total capturó 11 asentamientos que controlaban las milicias etíopes. Sudán también afirmó haber capturado la ciudad de Lilli de las fuerzas y milicias de Amhara. Lilli es la base de los comandantes del ejército de Amhara, los principales comerciantes y agricultores. En total, más de mil agricultores etíopes viven allí.
El 3 de enero, Sudán capturó a 45 combatientes del TPLF que cruzaron a Sudán. El 14 de febrero, Sudán dijo que soldados etíopes entraron en su territorio. El Ministerio de Relaciones Exteriores de Etiopía dijo que Sudán había estado saqueando y desplazando a ciudadanos etíopes desde el 6 de noviembre de 2020 y que el ejército sudanés debería evacuar el área que ha ocupado por la fuerza. Etiopía también ha acusado a Sudán de cruzar a su territorio.
El 20 de febrero, el Ministerio de Relaciones Exteriores de Sudán afirmó que las fuerzas eritreas habían entrado en la región de al-Fashaqa con las fuerzas etíopes. Cuatro días después, el 24 de febrero, Eritrea negó la participación de sus fuerzas en las tensiones en las fronteras entre Sudán y Etiopía. Declarando que deseaba una solución pacífica al conflicto y que su gobierno comprende la posición de Sudán con respecto a su derecho a extender su soberanía sobre su territorio.
El 23 de febrero, Etiopía pidió a Sudán que retirara sus tropas de la zona fronteriza en disputa antes de que pudieran comenzar las conversaciones de paz. La portavoz del Ministerio de Relaciones Exteriores de Etiopía, Dina Mufti, dijo que Etiopía no quiere volver a entrar en conflicto con Sudán. También dijo que Etiopía deseaba volver al compromiso de 2008 que permitiría a las tropas y civiles etíopes ingresar a la región sin ser molestados. Finalmente, Mufti dijo que había un tercero que empujó a Sudán a entrar en conflicto con Etiopía.. El mismo día Sudán declaró que no retiraría sus tropas de la región fronteriza y dijo que el despliegue del ejército sudanés en la franja fronteriza con Etiopía es una decisión final e irreversible. El 2 de marzo, el ejército sudanés siguió presionando en el último bastión etíope de Bereket en la disputada región fronteriza de al-Fashaga contra las fuerzas respaldadas por Etiopía. Mientras tanto, Sudán afirmó que las fuerzas eritreas estaban ayudando a los etíopes.